# یواس‌اس ناچیتوچس (وای‌تی‌بی-۷۹۹)
یواس‌اس ناچیتوچس (وای‌تی‌بی-۷۹۹) (به انگلیسی: USS Natchitoches (YTB-799)) یک کشتی بود که طول آن ۱۰۹ فوت (۳۳ متر) بود. این کشتی در سال ۱۹۶۹ ساخته شد.